# 巴尔多内
巴尔多内是瑞士日内瓦州的一个镇，位于日内瓦市区以南，与法国交界。
截至2009年底，巴尔多内共有居民2189人。

## 地理
巴尔多内紧靠日内瓦的南部边界，与法国上萨瓦省接壤。
巴尔多内下辖五个村，分别是巴尔多内（Bardonnex）、沙罗（Charrot）、孔普济耶尔（Compesières）、克鲁瓦德罗宗（Croix-de-Rozon）和朗德西（Landecy）。其中，孔普济耶尔是该镇的行政、教学和宗教中心。

## 纹章
巴尔多内的纹章为红底银色马耳他十字。这是为了纪念1792年前领有孔佩济耶尔地区的医院骑士团（后来的马耳他骑士团）。在封地城堡中铭刻的多处马耳他十字至今尚存。

## 外部連結
- （法文）巴尔多内官方网站 （页面存档备份，存于）